# سیاه‌مرجانان
سیاه‌مرجانان (نام علمی: ') نام یک تیره از شاخه مرجانیان است.